# 道格拉斯·索撒尔·弗里曼

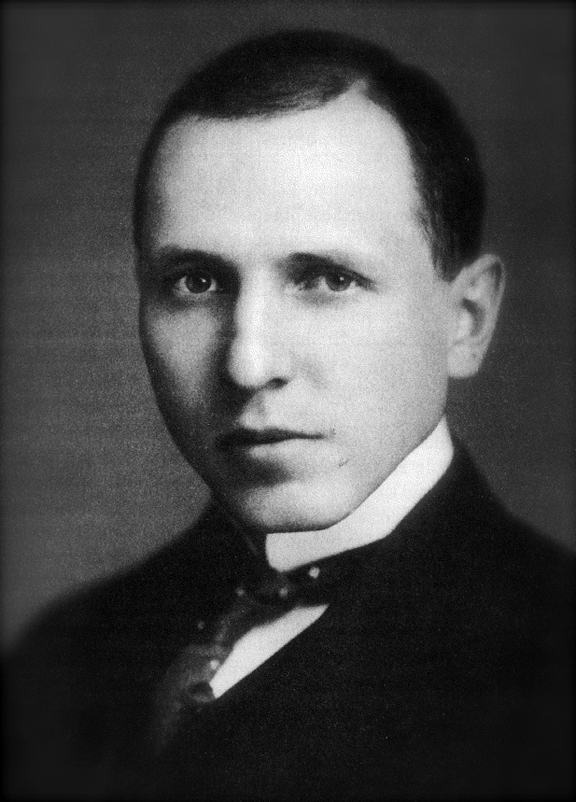
道格拉斯·索撒尔·弗里曼

道格拉斯·索撒尔·弗里曼（Douglas Southall Freeman，1886年5月16日－1953年6月13日）是一位美国历史学家、传记作家、报纸编辑、电台评论员。他為羅伯特·E·李和乔治·华盛顿寫了傳記，并因此获得普利策奖。 